# 1998 DV11
1998 DV11 är en asteroid i huvudbältet som upptäcktes den 24 februari 1998 av NEAT vid Haleakalā-observatoriet.